# Distrikt San Antonio (Puno)
Der Distrikt San Antonio liegt in der Provinz Puno in der Region Puno im Süden Perus. Der Distrikt wurde am 30. Januar 1953 gegründet. Er besitzt eine Fläche von 337 km². Beim Zensus 2017 wurden 2649 Einwohner gezählt. Im Jahr 1993 lag die Einwohnerzahl bei 1237, im Jahr 2007 bei 2570. Sitz der Distriktverwaltung ist die 4330 m hoch gelegene Ortschaft Juncal mit 307 Einwohnern (Stand 2017). Juncal befindet sich 47 km südwestlich der Regions- und Provinzhauptstadt Puno.

## Geographische Lage
Der Distrikt San Antonio liegt im Südwesten der Provinz Puno. Er liegt ungefähr auf halber Strecke zwischen der Cordillera Volcánica im Südwesten und dem Titicacasee im Nordosten. Die Längsausdehnung in SW-NO-Richtung beträgt 33 km, die maximale Breite liegt bei 15 km. Durch den Süden des Distrikts verläuft die Wasserscheide zwischen dem Pazifischen Ozean und dem Altiplano. Der äußerste Nordosten liegt im Einzugsgebiet des Río Ilave, das restliche Areal im Einzugsgebiet des Río Tambo.
Der Distrikt San Antonio grenzt im Südwesten an den Distrikt Ichuña (Provinz General Sánchez Cerro), im Nordwesten und im Norden an den Distrikt Tiquillaca, im äußersten Nordosten an den Distrikt Puno sowie im Südosten an den Distrikt Pichacani.